# میلبورن استون
میلبورن استون (انگلیسی: Milburn Stone; ۵ ژوئیهٔ ۱۹۰۴ – ۱۲ ژوئن ۱۹۸۰) یک هنرپیشه اهل ایالات متحده آمریکا بود. وی بین سال‌های ۱۹۳۵ تا ۱۹۷۵ میلادی فعالیت می‌کرد.

## فیلم‌شناسی
از فیلم‌ها یا برنامه‌های تلویزیونی که وی در آن نقش داشته‌است می‌توان به شرلوک هولمز با مرگ روبه‌رو می‌شود اشاره کرد.